# Witmer Stone

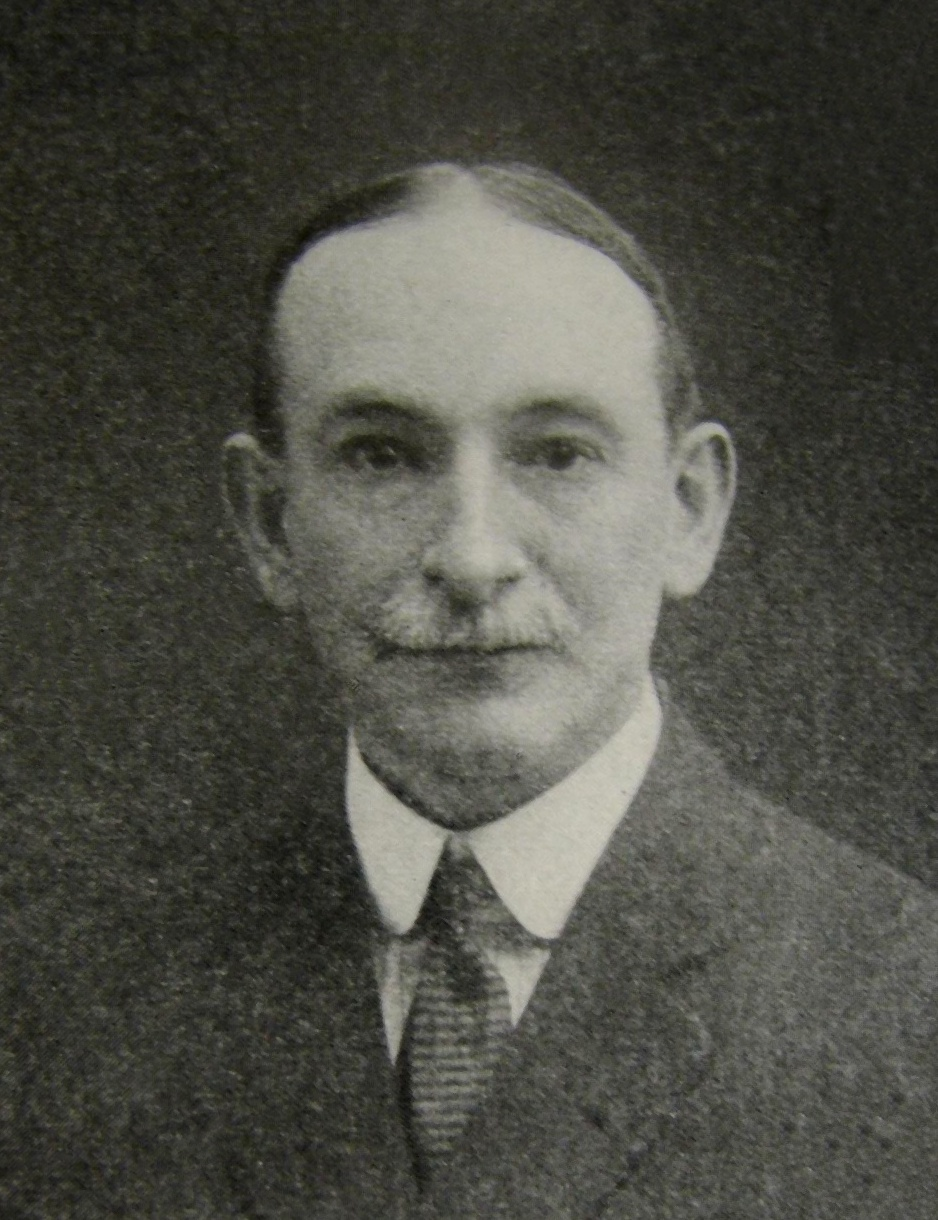
Witmer Stone (1866–1939)

Witmer Stone (* 22. September 1866 in Philadelphia, Pennsylvania; † 23. Mai 1939 ebenda) war ein US-amerikanischer Zoologe und Botaniker. Sein Forschungsschwerpunkt war die Ornithologie.

## Leben und Wirken

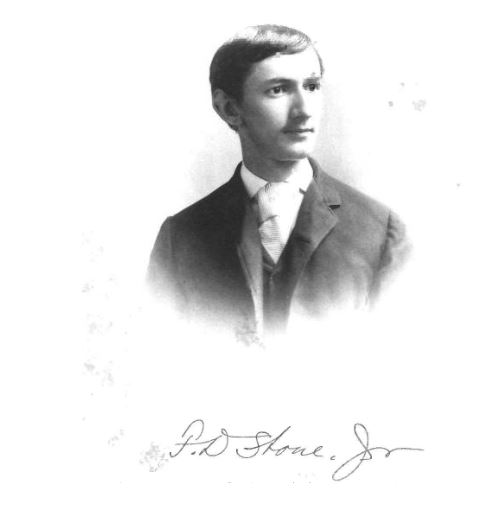
Frederick Dawson Stone, Jr. (1872–1896)

Sein Vater Frederick Dawson Stone Sr. (1841–1897), ein Bibliothekar der Historical Society of Pennsylvania sowie Geschichtsforscher in Philadelphia, ehelichte am 9. November 1865 Anne Eveline geb. Witmer. Aus der Ehe ging neben Witmer Stone noch ein weiterer Sohn namens Frederick Dawson Stone, Jr. (1872–1896) hervor. Witmer Stone heiratete am 1. August 1904 Lillie May Laffert (1872–1940). Die Ehe blieb kinderlos. Zu seinen Vorfahren zählten englischstämmige Quäker und Niederländer, die sich in Pennsylvania ansiedelten. Sein Bruder hatte versucht mit The descendants of George Steele of Barthomley, Cheshire, England and Chester Country, Pennsylvania den Stammbaum der Familie zu erstellen. Nach seinem plötzlichen Tod übernahm Witmer Stone die Kompilation des angefangenen Werkes und ergänzte es u. a. um einen Nachruf für seinen Bruder.

## Wissenschaft
Sein Interesse für die Natur entwickelte Stone schon sehr früh und er begann Mineralien, Vogeleier und -bälge, Insekten und Pflanzen zu sammeln. Da in der Nachbarschaft die Familie Brown mit einer ähnlichen Leidenschaft für die Natur lebte, entwickelte sich insbesondere zu Stewardson Brown (1867–1921) eine innige Freundschaft. Für ihn schrieb Stone schließlich einen Nachruf in der Fachzeitschrift Cassinia, ein Artikel, in dem er über seine Jagd- und Fischereierlebnisse mit dessen Vater und Brüdern berichtete. Wie sehr er mit der Familie verbunden war, zeigte er auch, indem er auch für einen weiteren Bruder Amos Peaslee Brown (1864–1917), einen Professor für Geologie, einen Nachruf schrieb.
Seine erste Ausbildung bekam er an der historischen Germantown Academy, von der er auf University of Pennsylvania wechselte und diese im Jahr 1887 mit dem Bachelor of Arts abschloss. Für sein Studium erhielt er Fördergelder aus dem Jessup Fund, ein Fonds der nach dem Tod von Augustus Edward Jessup (1795/1797–1859; Großvater von Augustus Edward Jessup) von der Academy of Natural Sciences (AMNS) von Philadelphia gegründet wurde. Es folgte 1891 der Master of Arts, bevor er im Jahr 1913 den Ehrendoktortitel der Universität von Pennsylvania verliehen bekam. Im Jahr 1937 wurde im schließlich der Alumni Award of Merit verliehen.

## Ornithologie
Zu Beginn seiner Tätigkeit an der AMNS war dort das Gebiet der Ornithologie verwaist und wurde nicht besonders geschätzt. Nach der prägenden Ära von John Cassin (1813–1869) waren es Washington, New York und Cambridge die dieses Forschungsgebiet in den USA dominierten. Er fand Cassins Vogelsammlung fast unverändert vor, außer dass sie vom Licht verfallen und von Staub bedeckt war. So publizierte er im Jahr 1909 Problems in Modernizing an Old Museum, ein Artikel der über seine Erfahrungen und Probleme mit den Cassin Bälgen aus dieser Zeit berichtete. Während der Laborarbeit, die er überwiegend selbst erledigte, fand er sechshundert Arten von Cassin, John Gould (1804–1881), John Kirk Townsend (1809–1851), John James Audubon (1785–1851) und anderen bekannten Autoren vor. Er entwickelte ein modernes Lagersystem und rettete somit viele hunderte Exponate, die sehr seltene und sogar bereits ausgestorbene Arten beinhaltete. Dabei kümmerte er sich nicht nur um die Vögel, sondern auch um den Erhalt anderer zoologischer und paläontologischer Exponate. Die Leistung als Kurator über zwanzig Jahre muss umso höher eingeschätzt werden, wenn man sieht, dass er neben administrativen Tätigkeiten und sehr begrenzten Ressourcen, sowie gekürzten Fördergeldern trotzdem die unbezahlbaren Sammlungen für die Nachkommenschaft vor dem Verfall rettete. Beginnend als bezahlter Student der Akademie, wurde er 1892 Assistent des Gremiums der Kuratoren, 1908 Mitglied des Gremiums der Kuratoren, 1918 leitender Angestellter des Gremiums und nach einer Umstrukturierung der Verwaltung im Jahr 1925 Direktor des Museums und schließlich im Jahr 1928 emeritierter Direktor. Zusätzlich wurde er im Jahr 1927 zum Vizepräsidenten der Akademie gewählt, ein Amt, das er bis zu seinem Tod innehatte. Seit 1908 diente er immer wieder dem Rat der Akademie. Seine fachliche Karriere startete 1891 als Kurator der ornithologischen Abteilung. Im Jahr 1918 wurde er Kurator für Wirbeltiere, 1943 Kurator für nordamerikanische Vögel und 1938 emeritierter Kurator für Vögel. Eine weitere Aufgabe war der Vorsitz der Bibliothekskommission. Als Stone in der Akademie begann, bestand die Vogelsammlung aus ca. 26.000 Bälgen. Im Jahr 1939, dem Jahr seines Todes, war sie auf ca. 143.000 Exponate angestiegen. Ein großer Teil des Zuwachses ist auf den unermüdlichen Einsatz von Stone zurückzuführen.
Zu Beginn seiner Zeit an der Akademie lernte er Spencer Trotter (1860–1931), einen Biologen, der bis zu seinem Tod Vorsitzender der Fakultät am Swarthmore College war, kennen. Es wurde eine lebenslange Freundschaft und beide inspirierten sich gegenseitig. Über Trotter lernte er u. a. William Lloyd Baily (1861–1947), George Spencer Morris (1867–1922), Samuel Nicholson Rhoads (1862–1952) kennen. Zusammen mit Charles A. Voelker (1857–1947) und J. Harris Reed (ca. 1862-nach 1937) gründeten sie 1890 den Delaware Valley Ornithological Club, einer der aktivsten ornithologischen Gesellschaften dieser Zeit. Stone selbst war eine der wichtigsten und einflussreichsten Mitglieder des Clubs. Er überzeugte die Entscheidungsträger des Clubs von der Notwendigkeit seines Werkes The birds of eastern Pennsylvania and New Jersey, dass 1894 als Publikation des Clubs erschien. Stone war es auch der 1901 Cassinia, das Kommunikationsorgan des Clubs initiierte, für das er viele Jahre als offizieller und viele weitere Jahre als inoffizieller Herausgeber agierte und Abstract of proceedings of the Delaware Valley Ornithological Club of Philadelphia ablöste. Der erste Artikel in der neuen Zeitschrift widmete Stone dem Namensgeber der Fachzeitschrift John Cassin. Die Zeitschrift beschäftigte sich schwerpunktmäßig mit dem Vogelzug.
Als er Mitglied der American Ornithologists’ Union (A.O.U.) lernte er viele der bekanntesten US-amerikanischen Ornithologen kennen. Unter ihnen waren William Brewster (1851–1919), Joel Asaph Allen (1838–1921), Charles Foster Batchelder (1856–1954), Charles Barney Cory (1857–1921), Robert Ridgway (1850–1929), Elliott Coues (1842–1899), Clinton Hart Merriam (1855–1942), Daniel Giraud Elliot (1835–1915) und viele andere. Insbesondere mit der den Mitgliedern des New England Zoological Club in Cambridge pflegte er ein inniges Verhältnis.
In den 1890ern wurde für die A.O.U. der nachhaltige Vogelschutz nordamerikanischer Vögel immer wichtiger. Zusammen mit William Dutcher (1846–1920) setzte sich Stone für effektive Naturschutzgesetze ein und engagierte sich gleichzeitig in alle Richtungen für den Vogelschutz. Er arbeitete für die Pennsylvania Audubon Society, bei der er für einige Dekaden Präsident war und ebenfalls für die National Audubon Society. Vor dieser Zeit gab es in diesem Bereich nur das 1885 von der A.O.U. gegründete Komitee zum Schutze der Vögel. Stone wurde im Jahr 1896 Mitglied dieses Gremiums, in dem er noch im selben Jahr Vorsitzender wurde und dieses Amt bis ins Jahr 1901 innehatte. Wahrscheich musste er das Amt abgeben, da einige Oologen seine scharfe Kritik an dem exzessiven Sammeln von Vogeleiern nicht akzeptieren wollten. Dafür wurde er 1903 Mitglied des Rats für Beziehungen zur Hutindustrie, die in einer engen Wechselbeziehung mit dem Vogelschutz stand. In der Zeit zwischen 1897 und 1903 hatte er betreffend den Vogelschutz beachtlichen Briefverkehr. Gleichzeitig besuchte er viele gesetzgebende Stellen um die Messbarkeit vom Vogelschutzmaßnahmen zu besprechen. Sein lebenslanger Einsatz auf diesem Gebiet führte auch dazu, dass das Witmer Stone Bird Sanctuary in Cape May Point zu seinen Ehren benannt wurde.
Um 1910 wird er ins A.O.U. Gremium für Nomenklatur und Klassifizierung aufgenommen. So arbeitete er an der dritten Ausgabe von Checklist of North American Birds mit. Etwa 1919 bis 1931 war er auch hier Vorsitzender, bevor er von Alexander Wetmore abgelöst wurde.
Von seinen zahlreichen Publikationen stachen mit Sicherheit The Molting of Birds with Special Reference to the Plumages of the Smaller Land Birds of Eastern North America aus dem Jahre 1896 und Bird studies at old Cape May aus dem Jahre 1937 heraus. Das Mausern und der Zustand des Gefieder war immer ein Forschungsschwerpunkt in seinem Leben. So gab er in seinen späteren Publikationen unregelmäßig kritische Bemerkungen zu diesem Thema von sich. Sein Interesse an der Avifauna der Cape May Halbinsel entwickelte sich schon weit vor der Zeit, in der die Wichtigkeit dieser Region für die Vogelwelt erkannt wurde. Dies lag an der Konzentration der Migrationsrouten, der Mischung aus Land- und Seevögeln und dem Fakt, dass das Gebiet leicht von Philadelphia aus zu erreichen war. Dazu gab es im südlichen Gebiet viele seltene Arten, die sonst in New Jersey nur sehr selten vorkamen. Frühe Forschungen mit seinem Freund Samuel N. Rhoads in dieser Region legten den Grundstein für sein Interesse und so wurde Cape Stone oft auch zu seiner Sommerresidenz. Als sich sein Gesundheitszustand verschlechterte konzentrierte er sich auf die Vorbereitung seiner beiden Bände von Bird Studies at Old Cape May, da er sich nicht mehr in der Lage sah in freier Natur zu forschen.
Seine erste kleinere Publikation aus dem Jahr 1885 handelte vom brütenden Truthahngeier in Pennsylvania und erschien in The American Naturalist, sein erster Artikel in The Auk im Jahr 1887 handelte vom Vogelzug der Habichte in Germantown. Schon hier zeigte sich sein großes Interesse an diesem Forschungsgebiet. So erschien 1889 Graphic Representation of Bird Migration, ein Artikel der sich mit den Methoden zur Protokollierung des Vogelzugs beschäftigte. Seine Artikel On a collection of birds from the vicinity of Bogota, über eine Sammlung von John W. Detwiler (-1898) in der Umgebung von Bogotá war laut Frank Michler Chapman (1864–1945) die erste Publikation über Vögel aus dieser Region. Auf Bitten des New Jersey State Museum publiziert er 1908 ein Werk über die Vögel New Jerseys, sowie ihre Nester und Eier. Zahlreiche Nachrufe für amerikanische und ausländische Ornithologen stammten aus Stones Feder.

## Mammalogie
Auch in der American Society of Mammalogists war Stone Gründungsmitglied und von 1929 bis 1931 diente er als Präsident. Ähnlich wie für Cassins Vögel rettete er auch viele Säugetier-Exponate von Paul Belloni Du Chaillu (1835–1903), John Eatton Le Conte (1784–1860) und anderen, die ohne sein Engagement für die Nachwelt verloren gewesen wären. Viele seiner Publikationen über Säugetiere waren gefragte Artikel in Nordamerika. Sie beschäftigten sich mit Säugetieren aus den unterschiedlichsten Regionen, wie aus den U.S.A (Descriptions of a new species of Neotoma from Pennsylvania), aus Alaska (Report on the Birds and Mammals collected by the McIlhenny Expedition to Pt. Barrow, Alaska), aus Ecuador (On a collection of mammals from Ecuador), aus Hawaii (The Hawaiian rat), aus Borneo und den Ryūkyū-Inseln (Descriptions of a New Rabbit from the Liu Kiu Islands and a New Flying Squirrel from Borneo), und aus Sumatra (A Collection of Mammals from Sumatra, with a Review of the Genera Nycticebus and Tragulus). Zu seinen größeren Publikation auf diesem Gebiet gehören American animals, ein Buch, das er gemeinsam mit William Everett Cram (1871–1947) publizierte, und The Mammals of New Jersey.

## Botanik
Stone war Mitbegründer des Philadelphia Botanical Club. Sicher galt die Botanik nicht zu seinen Hauptinteressensgebieten. Trotzdem engagierte er sich für den Club. So schrieb er einige Nachrufe auf Mitglieder wie für Charles Sumner Williamson (1857–1914), Stewardson Brown (1867–1921), William Aldworth Poyser (1882–1928), Ida Augusta Keller (1866–1932), John Wiegand Eckfeldt (1851–1933) und Joseph Crawford (1858–1936). In seinem ersten botanischen Artikel schrieb er über das Weiße Veilchen (Viola renifolia). Die meisten Artikel in den Fachzeitschriften Torreya und Bartonia handelten von Pflanzen aus New Jersey. Sein wohl kritischstes Werk über Pflanzen erschien 1903 unter dem Titel Racial variatian in plants and animals, with special reference to the violets of Philadelphia and vicinity. In dem Artikel beschrieb Stone auch Viola septemloba. Es war Homer Doliver House (1878–1949), der Stones Fehlanalyse erkannte und die Pflanze deshalb zu seinen Ehren Viola Stoneana nannte. Dieser Name stellte sich schließlich als Synonym von Viola palmata heraus. Unter der Leitung von Nathaniel Lord Britton (1859–1934) besuchte er auf eine Exkursion Pine Barrens. Über die Jahre wurden in verschiedenen Projekten immer mehr Exponate aus diesem Gebiet gesammelt. So erschien im Jahr 1910 für das New Jersey State Museum sein Werk The Plants of Southern New Jersey.

## Mitgliedschaften und Auszeichnungen
Im Jahr 1882 gründete er mit seinem Bruder, seinem Freund Stewardson und dessen jüngeren Brüdern Herbert und Francis H. Brown die Wilson Natural Science Association. Die Mitglieder trafen sich in Stones Haus und bauten ein kleineres Museum auf und hielten Vorträge.
Im Jahr 1885 wurde er Mitglied der A.O.U., im Jahr 1892 gewählter Fellow. Schließlich wird er Ehrenfollower und von 1912 bis 1936 Editor des Zentralorgans der A.O.U., der Fachzeitschrift The Auk. Von 1914 bis 1920 war er Vizepräsident und von 1920 bis 1923 Präsident der Union. 1913 wurde er zum Mitglied der American Philosophical Society gewählt.
Als erster Person wurde ihm 1939 postum die William-Brewster-Medaille für sein zweibändiges Werk Bird Studies at Old Cape May verliehen.
1944 stiftete der Delaware Valley Ornithological Club den Witmer Stone Award, der an verdiente Mitglieder des Clubs verliehen wird. Stone gehörte 1890 zu den Mitbegründern dieser Vereinigung.

## Dedikationsnamen
1923 ehrte Wharton Huber Stone im Namen Lurocalis semitorquatus stonei, einer Unterart der Bändernachtschwalbe, 1931 Wilfrid Wedgewood Bowen mit Saxicola torquatus stonei, einer Unterart des Afrikanischen Schwarzkehlchens, 1935 Frank Michler Chapman mit Quiscalus quiscula stonei den Namen einer Unterart des Purpurgrackels.
Mit Pteronotropis stonei (Fowler, 1921) wurde er auch in einer zu den Karpfenfischen gehörenden Art geehrt. 1904 benannte James Abram Garfield Rehn einen Heuschreckenart Melanoplus stonei, die er gemeinsam mit Stone gesammelt hatte.
Richard Bowdler Sharpe nannte 1903 eine Mangrovemaustimalie (Aethostoma witmeri), ein Name der heute als Synonym für Trichastoma rostratum macropterum (Salvadori, 1868) gilt. Rodolphe Meyer de Schauensee beschrieb 1929 eine Art unter dem Namen Myiophoneus stonei, die heute als Synonym für eine Unterart der Purpurpfeifdrossel Myophonus caeruleus eugenei Hume, 1873 betrachtet wird. Francis Harper widmete ihm 1932 eine Unterart Holbrookia propinqua stonei aus der Gattung der Taubleguane (Holbrookia), die heute als Synonym für die Nominatform Holbrookia propinqua Baird & Girard, 1852 geführt wird. Mit Synaptomys stonei beschrieb Samuel Nicholson Rhoads im Jahr 1893 für seinen Freund ein weiteres Synonym für den Südlichen Moorlemming (Synaptomys cooperi).

## Erstbeschreibungen durch Witmer Stone
Stone hat zahlreiche Gattungen, Arten und Unterarten, die neu für die Wissenschaft waren beschrieben. Hierzu gehören chronologisch u. a.:
- Seidenkuhstärling Molothrus bonariensis venezuelensis Stone, 1891
- Virginiauhu Bubo virginianus subarcticus (occidentalis) (= Bubo virginianus occidentalis) Stone, 1896
- Virginiauhu Bubo virginianus pallescens Stone, 1897
- Lerchenstärling Sturnella magna hoopesi Stone, 1897
- Kaninchenkauz Athene cunicularia tolimae (Stone, 1899)
- Mangrovenkuckuck Coccyzus minor (abbotti) (= Coccyzus minor abbotti) Stone, 1899
- Südlicher Hauszaunkönig Troglodytes musculus columbae Stone, 1899
- Ryukyu-Kaninchen (Pentalagus furnessi) (Stone, 1900)
- Eichhornkuckuck Piaya cayana nigricrissa (boliviana) (= Piaya cayana boliviana) Stone, 1909
- Die monotypische Gattung Limnothlypis mit dem Swainson-Waldsänger (Limnothlypis swainsonii) Stone, 1914
- Blaubauchkolibri  Lepidopyga lilliae Stone, 1917
- Texasspecht Picoides scalaris cactophilus (giraudi) (= Picoides scalaris giraudi) (Stone, 1920)
- Kaninchenkauz Athene cunicularia carrikeri (Stone, 1922)
- Bergmusendrossel Catharus frantzii juancitonis Stone, 1931
- Rostbrauen-Zaunkönig Troglodytes rufociliatus rehni Stone, 1932

## Schriften (Auswahl)
- The Turkey Buzzard breeding in Pennsylvania. In: The American Naturalist. Band 19, Nr. 4, 1885, S. 407 (biodiversitylibrary.org [abgerufen am 19. Juni 2015]).
- A Migration of Hawks at Germantown, Pa. In: The Auk. Band 4, Nr. 2, 1887, S. 161 (englisch, sora.unm.edu [PDF; 53 kB; abgerufen am 29. Januar 2015]).
- Graphic Representation of Bird Migration. In: The Auk. Band 6, Nr. 2, 1887, S. 139–144 (englisch, sora.unm.edu [PDF; 249 kB; abgerufen am 29. Januar 2015]).
- The Delaware Valley Ornithological Club. In: The Auk. Band 7, Nr. 3, 1890, S. 298–299 (englisch, sora.unm.edu [PDF; 102 kB; abgerufen am 19. Juni 2015]).
- A Revision of the Species of Molothrus Allied To M. Bonariensis (Gm.). In: The Auk. Band 8, Nr. 4, 1891, S. 344–347 (englisch, sora.unm.edu [PDF; 169 kB; abgerufen am 19. Juni 2015]).
- A new Evotomys from Southern New Jersey. In: The American naturalist. Band 27, Nr. 313, 1893, S. 54–56 (biodiversitylibrary.org [abgerufen am 19. Juni 2015]).
- Descriptions of a new species of Neotoma from Pennsylvania. In: Proceedings of the Academy of Natural Sciences of Philadelphia. Band 45, 1893, S. 16–18 (biodiversitylibrary.org [abgerufen am 19. Juni 2015]).
- The birds of eastern Pennsylvania and New Jersey, with introductory chapters on geographical distribution and migration, prepared under the direction of the Delaware Valley Ornithological Club. Delaware Valley Ornithological Club, Philadelphia 1894 (biodiversitylibrary.org [abgerufen am 19. Juni 2015]).
- A Revision of the North American Horned Owls with Description of a New Subspecies. In: The Auk. Band 13, Nr. 2, 1896, S. 153–156 (englisch, sora.unm.edu [PDF; 165 kB; abgerufen am 19. Juni 2015]).
- The Molting of Birds with Special Reference to the Plumages of the Smaller Land Birds of Eastern North America. In: Proceedings of the Academy of Natural Sciences of Philadelphia. Band 48, 1896, S. 108–167 (biodiversitylibrary.org [abgerufen am 19. Juni 2015]).
- A protest against Quadrinomialism. In: Science (= New Series). Band 4, Nr. 87, 1896, S. 270–271 (biodiversitylibrary.org [abgerufen am 19. Juni 2015]).
- The Genus Sturnella. In: Proceedings of the Academy of Natural Sciences of Philadelphia. Band 49, 1897, S. 146–152 (biodiversitylibrary.org [abgerufen am 19. Juni 2015]).
- Proper name for the Western Horned Owl of North America. In: The American naturalist. Band 31, Nr. 363, 1897, S. 236–337 (biodiversitylibrary.org [abgerufen am 19. Juni 2015]).
- Some Philadelphia ornithological collections and collectors, 1784-1850. In: The Auk. Band 16, Nr. 2, 1899, S. 166–177 (sora.unm.edu [PDF; 539 kB; abgerufen am 19. Juni 2015]).
- A study of the type specimens of birds in the collection of the Academy of Natural Sciences of Philadelphia, with a brief history of the collection. In: Proceedings of the Academy of Natural Sciences of Philadelphia. Band 51, 1899, S. 5–62 (biodiversitylibrary.org [abgerufen am 19. Juni 2015]).
- On a collection of birds from the vicinity of Bogota, with a review of the South American species of Speotypoand Troglodytes. In: Proceedings of the Academy of Natural Sciences of Philadelphia. Band 51, 1899, S. 302–313 (biodiversitylibrary.org [abgerufen am 19. Juni 2015]).
- A new species of Coccyzus from St. Andrews. In: Proceedings of the Academy of Natural Sciences of Philadelphia. Band 51, 1899, S. 301 (biodiversitylibrary.org [abgerufen am 19. Juni 2015]).
- Winter plumages: illustrated by the Rose-breasted Grosbeak (Zamelodia ludoviciana). In: The Auk. Band 16, Nr. 4, 1899, S. 305–308 (englisch, sora.unm.edu [PDF; 229 kB; abgerufen am 19. Juni 2015]).
- The Pumas of the Western United States. In: Science (= New Series). Band 9, Nr. 210, 1899, S. 34–35 (biodiversitylibrary.org [abgerufen am 19. Juni 2015]).
- Report on the Birds and Mammals collected by the McIlhenny Expedition to Pt. Barrow, Alaska. In: Proceedings of the Academy of Natural Sciences of Philadelphia. Band 52, 1900, S. 4–49 (biodiversitylibrary.org [abgerufen am 19. Juni 2015]).
- Descriptions of a New Rabbit from the Liu Kiu Islands and a New Flying Squirrel from Borneo. In: Proceedings of the Academy of Natural Sciences of Philadelphia. Band 52, 1900, S. 460–463 (biodiversitylibrary.org [abgerufen am 19. Juni 2015]).
- John Cassin. In: Proceedings of the Delaware Valley Ornithological Club. – ‘Cassinia’. Band 5, 1901, S. 1–7 (biodiversitylibrary.org [abgerufen am 19. Juni 2015]).
- Felis Oregonensis Raf. again! In: Science (= New Series). Band 15, Nr. 378, 1902, S. 510–271 (biodiversitylibrary.org [abgerufen am 19. Juni 2015]).
- mit James Abram Garfield Rehn: A Collection of Mammals from Sumatra, with a Review of the Genera Nycticebus and Tragulus. In: Proceedings of the Academy of Natural Sciences of Philadelphia. Band 54, 1902, S. 127–142 (biodiversitylibrary.org [abgerufen am 19. Juni 2015]).
- Viola renifolia in the Pennsylvania Alleghanies. In: Torreya. Band 2, 1902, S. 75 (biodiversitylibrary.org [abgerufen am 21. Juni 2014]).
- Arisaema pusillum in the Pennsylvania Alleghanies. In: Torreya. Band 3, 1903, S. 171–172 (biodiversitylibrary.org [abgerufen am 21. Juni 2014]).
- mit James Abram Garfield Rehn: On the terrestrial vertebrates of portions of southern New Mexico and western Texas. In: Proceedings of the Academy of Natural Sciences of Philadelphia. Band 55, 1903, S. 656–699 (biodiversitylibrary.org [abgerufen am 19. Juni 2015]).
- Racial variatian in plants and animals, with special reference to the violets of Philadelphia and vicinity. In: Proceedings of the Academy of Natural Sciences of Philadelphia. Band 55, 1903, S. 656–699 (biodiversitylibrary.org [abgerufen am 19. Juni 2015]).
- Notes on a Collection of Californian Mammals. In: Proceedings of the Academy of Natural Sciences of Philadelphia. Band 56, 1904, S. 586–591 (biodiversitylibrary.org [abgerufen am 19. Juni 2015]).
- mit William Everett Cram: American animals: a popular guide to the mammals of North America north of Mexico, with intimate biographies of the more familiar species. Doubleday, Page & Co., New York 1905 (biodiversitylibrary.org [abgerufen am 19. Juni 2015]).
- On a Collection of Birds and Mammals from the Colorado Delta, Lower California. In: Proceedings of the Academy of Natural Sciences of Philadelphia. Band 57, 1905, S. 676–688 (biodiversitylibrary.org [abgerufen am 19. Juni 2015]).
- On a collection of birds from British East Africa obtained by George L. Harrison. In: Proceedings of the Academy of Natural Sciences of Philadelphia. Band 57, 1905, S. 755–782 (biodiversitylibrary.org [abgerufen am 19. Juni 2015]).
- The relative merits of the 'Elimination' and 'First Species' method in fixing the types of Genera - With special reference to ornithology. In: Science (= New Series). Band 24, Nr. 618, 1906, S. 560–564 (biodiversitylibrary.org [abgerufen am 19. Juni 2015]).
- Some Light on Night Migration. In: The Auk. Band 23, Nr. 3, 1906, S. 249–252 (englisch, sora.unm.edu [PDF; 175 kB; abgerufen am 19. Juni 2015]).
- A Bibliography and Nomenclatur of the Ornithological Works of John James Audubon. In: The Auk. Band 23, Nr. 3, 1906, S. 298–312 (englisch, sora.unm.edu [PDF; 638 kB; abgerufen am 19. Juni 2015]).
- The Mammals of New Jersey. In: Annual report of the New Jersey State Museum. Band 63, 1907, S. 33–211 (biodiversitylibrary.org [abgerufen am 19. Juni 2015]).
- Some new plants for southern New Jersey. In: Torreya. Band 7, 1907, S. 39–40 (biodiversitylibrary.org [abgerufen am 21. Juni 2014]).
- Rhynchospora rariflora in southern New Jersey. In: Torreya. Band 8, 1908, S. 16–17 (biodiversitylibrary.org [abgerufen am 21. Juni 2014]).
- The Coastal Strip of New Jersey and the Rediscovery of Lilaeopsis. In: Bartonia;proceedings of the Philadelphia Botanical Club. Band 1, 1908, S. 20–24 (biodiversitylibrary.org [abgerufen am 21. Juni 2014]).
- The birds of New Jersey their nests and eggs and notes on New Jersey Fishes, Amphibians and Reptiles. In: Annual report of the New Jersey State Museum. Band 4, 1908, S. 11–432 (biodiversitylibrary.org [abgerufen am 19. Juni 2015]).
- A review of the genus Piaya Lesson. In: Proceedings of the Academy of Natural Sciences of Philadelphia. Band 60, 1908, S. 492–501 (biodiversitylibrary.org [abgerufen am 19. Juni 2015]).
- Problems in Modernizing an Old Museum. In: Proceedings of the American Association of Museums. Band 3, 1909, S. 122–127 (Textarchiv – Internet Archive).
- Thomas B. Wilson, M. D. In: Proceedings of the Delaware Valley Ornithological Club. – ‘Cassinia’. Band 13, 1909, S. 1–6 (biodiversitylibrary.org [abgerufen am 19. Juni 2015]).
- The Plants of Southern New Jersey with especial Reference to the Flora of the Pine Barrens and the Geographic Distribution of the Species. In: Annual report of the New Jersey State Museum. Band 6, 1910, S. 25–828 (biodiversitylibrary.org [abgerufen am 19. Juni 2015]).
- New plants of New Jersey. In: Bartonia;proceedings of the Philadelphia Botanical Club. Band 2, 1910, S. 26 (biodiversitylibrary.org [abgerufen am 21. Juni 2014]).
- Brachiaria digitariodes from New Jersey. In: Bartonia;proceedings of the Philadelphia Botanical Club. Band 2, 1910, S. 26–27 (biodiversitylibrary.org [abgerufen am 21. Juni 2014]).
- Abama americana (Ker) Morong. In: Bartonia;proceedings of the Philadelphia Botanical Club. Band 4, 1912, S. 1–5 (biodiversitylibrary.org [abgerufen am 21. Juni 2014]).
- A protest against changing the International Code of Zoological Nomenclature. In: Science (= New Series). Band 35, Nr. 908, 1912, S. 817–819 (biodiversitylibrary.org [abgerufen am 19. Juni 2015]).
- On a collection of mammals from Ecuador. In: Proceedings of the Academy of Natural Sciences of Philadelphia. Band 66, 1914, S. 9–19 (biodiversitylibrary.org [abgerufen am 19. Juni 2015]).
- Eaton’s ‘Birds of New York’. In: The Auk. Band 31, Nr. 4, 1914, S. 550–551 (englisch, sora.unm.edu [PDF; 1,2 MB; abgerufen am 19. Juni 2015]).
- Swarth’s List of Arizona Birds. In: The Auk. Band 31, Nr. 4, 1914, S. 551–552 (englisch, sora.unm.edu [PDF; 114 kB; abgerufen am 19. Juni 2015]).
- Aiken and Warren on the Birds of El Paso County, Colorado. In: The Auk. Band 31, Nr. 4, 1914, S. 552 (englisch, sora.unm.edu [PDF; 57 kB; abgerufen am 19. Juni 2015]).
- Mathews’ Birds of Australia. In: The Auk. Band 31, Nr. 4, 1914, S. 552 (englisch, sora.unm.edu [PDF; 57 kB; abgerufen am 19. Juni 2015]).
- Bannerman on the Ornithology of the Canary Islands. In: The Auk. Band 31, Nr. 4, 1914, S. 552–553 (englisch, sora.unm.edu [PDF; 116 kB; abgerufen am 19. Juni 2015]).
- The New Nature Library. In: The Auk. Band 31, Nr. 4, 1914, S. 553 (englisch, sora.unm.edu [PDF; 64 kB; abgerufen am 19. Juni 2015]).
- Recent Publications on Economic Ornithology. In: The Auk. Band 31, Nr. 4, 1914, S. 553–554 (englisch, sora.unm.edu [PDF; 120 kB; abgerufen am 19. Juni 2015]).
- Types of Bird Genera, Limnothlypis, New Genus. In: Science (= New Series). Band 40, Nr. 1018, 1914, S. 26, doi:10.1126/science.40.1018.26.
- Charles Sumner Williamson. In: Bartonia;proceedings of the Philadelphia Botanical Club. Band 7, 1914, S. 1–5 (biodiversitylibrary.org [abgerufen am 21. Juni 2014] mit Bild).
- A new hummingbird from Colombia. In: Proceedings of the Academy of Natural Sciences of Philadelphia. Band 69, 1917, S. 203–204 (biodiversitylibrary.org [abgerufen am 19. Juni 2015]).
- The Hawaiian rat. In: Occasional papers (Bernice Pauahi Bishop Museum). Band 3, Nr. 4, 1917, S. 253–260 (biodiversitylibrary.org [abgerufen am 19. Juni 2015]).
- Amos Peaslee Brown. In: Proceedings of the American Philosophical Society. Band 57, Nr. 7, 1918, S. iii-xv (biodiversitylibrary.org [abgerufen am 19. Juni 2015]).
- The use and abuse of the genus. In: Science (= New Series). Band 51, Nr. 1322, 1920, S. 427–429 (biodiversitylibrary.org [abgerufen am 19. Juni 2015]).
- Supplementary Note on J. P. Giraud. In: The Auk. Band 37, Nr. 1, 1920, S. 146 (englisch, sora.unm.edu [PDF; 44 kB; abgerufen am 19. Juni 2015]).
- A New Burrowing Owl from Colombia. In: The Auk. Band 39, Nr. 1, 1922, S. 84 (englisch, sora.unm.edu [PDF; 52 kB; abgerufen am 19. Juni 2015]).
- Stewardson Brown. In: Proceedings of the Delaware Valley Ornithological Club. – ‘Cassinia’. Band 24 (1920/21), Juli 1923, S. 1–7 (biodiversitylibrary.org [abgerufen am 19. Juni 2015]).
- George Spencer Morris. In: Proceedings of the Delaware Valley Ornithological Club. – ‘Cassinia’. Band 25 (1922/24), Februar 1926, S. 1–5 (biodiversitylibrary.org [abgerufen am 19. Juni 2015]).
- Stewardson Brown. In: Bartonia;proceedings of the Philadelphia Botanical Club. Band 8, 1924, S. 1–6 (mit Bild) (biodiversitylibrary.org [abgerufen am 21. Juni 2014]).
- Mathews's "The Birds of Australia". In: The Auk. Band 44, Nr. 3, 1927, S. 435–442 (englisch, sora.unm.edu [PDF; 431 kB; abgerufen am 19. Juni 2015]).
- William Aldworth Poyser. In: Bartonia;proceedings of the Philadelphia Botanical Club. Band 11, 1929, S. 49–50 (biodiversitylibrary.org [abgerufen am 21. Juni 2014]).
- Spencer Trotter, 1860–1931. In: Proceedings of the Delaware Valley Ornithological Club. – ‘Cassinia’. Band 28 (1929/30), März 1932, S. 1–8 (englisch, dvoc.org [PDF; 3,3 MB; abgerufen am 19. Juni 2015]).
- Edward Arthur Butler. In: The Auk. Band 34, Nr. 1, 1930, S. 114 (sora.unm.edu [PDF; 379 kB; abgerufen am 19. Juni 2015]).
- The Work of William, Son of John Bartram. In: Bartonia;proceedings of the Philadelphia Botanical Club. Band 12 (Supplement), 1931, S. 20–23 (biodiversitylibrary.org [abgerufen am 21. Juni 2014]).
- Three New Birds from Honduras. In: Proceedings of the Academy of Natural Sciences of Philadelphia. Band 83, 1931, S. 1–3, JSTOR:4064092.
- The Birds of Honduras with Special Reference to a Collection Made in 1930 by John T. Emlen, Jr., and C. Brooke Worth. In: Proceedings of the Academy of Natural Sciences of Philadelphia. Band 84, 1932, S. 291–342, JSTOR:4064133.
- Ida Augusta Keller (1866-1932). In: Bartonia;proceedings of the Philadelphia Botanical Club. Band 14, 1932, S. 59–60 (biodiversitylibrary.org [abgerufen am 21. Juni 2014]).
- The Type Locality of Balaena Cisarctica Cope. In: Journal of Mammalogy. Band 13, Nr. 1, 1932, S. 81–82, doi:10.1093/jmammal/13.1.81.
- In memoriam: Charles Wallace Richmond 1868–1932. In: The Auk. Band 50, Nr. 1, 1933, S. 1–22 (englisch, sora.unm.edu [PDF; 1,1 MB; abgerufen am 19. Juni 2015]).
- John W. Eckfeldt (1851-1933). In: Bartonia;proceedings of the Philadelphia Botanical Club. Band 15, 1933, S. 57–59 (mit Bild) (biodiversitylibrary.org [abgerufen am 21. Juni 2014]).
- Mathews on the Birds of Norfolk and Lord Howe Islands and New Zealand. In: The Auk. Band 53, Nr. 4, 1936, S. 459 (englisch, sora.unm.edu [PDF; 74 kB; abgerufen am 19. Juni 2015]).
- mit Illustrationen von Earl L. Poole, Conrad Roland, Richard E. Bishop, J. Fletcher Street, Herbert Brown: Bird studies at old Cape May; an ornithology of coastal New Jersey. 1. Auflage. Band 1. Academy of Natural Sciences of Philadelphia: Delaware Valley Ornithological Club, Lancaster, PA 1937.
- mit Illustrationen von Earl L. Poole, Conrad Roland, Richard E. Bishop, J. Fletcher Street, Herbert Brown: Bird studies at old Cape May; an ornithology of coastal New Jersey. 1. Auflage. Band 2. Academy of Natural Sciences of Philadelphia: Delaware Valley Ornithological Club, Lancaster, PA 1937.
- John Crawford. In: Bartonia;proceedings of the Philadelphia Botanical Club. Band 15, 1938, S. 54–55 (biodiversitylibrary.org [abgerufen am 21. Juni 2014]).
- Bird studies at old Cape May; an ornithology of coastal New Jersey with introduction by Roger Tory Peterson. 2. Auflage. Band 1. Dover Publications Inc., New York 1965.
- Bird studies at old Cape May; an ornithology of coastal New Jersey wih introduction by Roger Tory Peterson. 2. Auflage. Band 2. Dover Publications Inc., New York 1965.